# Xuchang, Xuchang
Xuchang, tidigare känt som Hsüchang, är ett härad som lyder under Xuchangs stad på prefekturnivå i Henan-provinsen i norra Kina.
Xuchangs härad består av de delar som blev över av häradet då dess huvudort blev ombildat till stadsdistrikt i staden med samma namn.